# Fermo
Fermo (in der Antike Firmum) ist eine italienische Gemeinde mit 35.842 Einwohnern (Stand 31. Dezember 2023) in der gleichnamigen Provinz, Region Marken.
2004 wurde die Provinz Fermo aus dem Nordteil der Provinz Ascoli Piceno mit Fermo als Hauptstadt gebildet.
Der Dom von Fermo ist Sitz des Erzbistums Fermo.
Die Fraktion Torre di Palme ist Mitglied der Vereinigung I borghi più belli d’Italia („Die schönsten Orte Italiens“).

## Geschichte

### Antike
Menschliche Siedlungsspuren auf dem Gebiet des heutigen Fermo lassen sich seit der frühen Eisenzeit nachweisen. In der Antike führte die Stadt den lateinischen Namen Firmum Picenum, lag etwa 6 km von der adriatischen Küste entfernt und gehörte zum Gebiet des antiken Volksstamms der Picener. Die Römer gründeten hier nach der Unterwerfung der Picener 264 v. Chr. am Beginn des Ersten Punischen Kriegs eine Kolonie latinischen Rechts. Diese übte in ihrer ersten Zeit das Münzrecht aus. Im Zweiten Punischen Krieg, den die Römer gegen Hannibal führten, gehörte Firmum zu den 18 latinischen Kolonien, die den Römern auch in den schwierigsten Zeiten die Treue hielten.
Firmum war 90 v. Chr. im Bundesgenossenkrieg ein Stützpunkt der Römer gegen die Italiker. Gnaeus Pompeius Strabo zog sich nach seiner Niederlage gegen die italischen Feldherren Judacilius und Titus Lafrenius nach Firmum zurück und wurde hier von Lafrenius belagert, bis dieser in einer zweiten Schlacht gegen den zum Entsatz des Strabo herbeigeeilten Sulpicius fiel. Im Bürgerkrieg zwischen Caesar und Pompeius schloss sich Firmum 49 v. Chr. dem Ersteren an. Nach dem tödlichen Attentat auf Caesar trat es aber 44 v. Chr. auf die Seite von dessen republikanisch gesinnten Mördern, als diese gegen Marcus Antonius kämpften. Zur Strafe musste es Veteranen der vierten Legion Caesars aufnehmen.
In der Kaiserzeit verfiel Firmum wegen seiner ungünstigen Verkehrslage und wird nur von antiken Geographen sowie in Itineraren und inschriftlich erhaltenen stadtrömischen Soldatenlisten erwähnt. Ein christlicher Bischof der Stadt, der heilige Alexander, soll mit 70 Gefährten während der Christenverfolgung des Kaisers Decius 250 n. Chr. das Martyrium erlitten haben. 408 n. Chr. wurde Firmum vom König der Westgoten, Alarich, eingenommen. Nach dem Ende des Weströmischen Reichs wird es wieder als starke Festung im Krieg zwischen dem byzantinischen Kaiser Justinian und den Ostgoten genannt, wobei es sowohl vom oströmischen Feldherrn Belisar als auch 545 n. Chr. vom Ostgotenkönig Totila erobert wurde.

### Mittelalter und Neuzeit
Nach dem Ende der Herrschaft der Ostgoten über Fermo (553) gehörte es bis 570 zum  Byzantinischen Reich, danach abwechselnd zu diesem und zum italienischen Reich der Langobarden. Um 727 machte der langobardische König Liutprand Fermo zum Hauptort eines Herzogtums. Nachdem die Franken die Langobarden vertrieben hatten, wurde es in die Pippinische Schenkung an den Papst eingeschlossen, die von Kaiser Karl dem Großen 774 bestätigt wurde. In der Folge war es zwischen den  Herzögen von Spoleto und den fränkischen Kaisern, die es mit reichen Privilegien ausstatteten, umstritten. Etwa im 10. Jahrhundert wurde es Hauptort der Mark Fermo (Marchia Firmana), die im 12. Jahrhundert mit der Mark Ancona vereinigt wurde. Die Stadt gehörte dann der Partei der Guelfen an und wurde daher 1176 von den Truppen Kaiser Friedrich Barbarossas geplündert und eingeäschert, in dessen Macht es bis 1185 blieb. 1214 belehnte der Papst das Adelsgeschlecht der Este mit Fermo; 1242 eroberte Kaiser Friedrich II., 1258 König Manfred von Sizilien die Stadt. In den folgenden Jahrhunderten stand Fermo unter wechselnden Herrschaften. So war u. a. Mercenario da Monteverde von 1331 bis 1340 Stadtherr von Fermo und übte ein tyrannisches Regiment aus. Giovanni Visconti da Oleggio übernahm 1360 die Herrschaft über Fermo und übte sie bis zu seinem Tod 1366 aus. Francesco I. Sforza erlangte 1433 die Signoria über die Stadt, bis er 1446 verbannt und sein Schloss Girfalco von den Einwohnern Fermos aus Hass auf ihn zerstört wurde. Danach fiel Fermo wieder an den Kirchenstaat und bildete den Hauptort der gleichnamigen Delegation (d. h. eines Verwaltungsgebiets des Kirchenstaats) sowie Sitz einer Universität.
Im Januar 1502 bemächtigte sich der Condottiere Oliverotto Euffreducci gewaltsam der Herrschaft über Fermo, wurde aber wegen seiner Teilnahme an einer Verschwörung gegen Cesare Borgia bereits am 31. Dezember 1502 in Senigallia auf Cesares Befehl ermordet, der ihm im Regiment über die Stadt folgte. Ein Neffe Oliverottos, Lodovico Euffreducci, wurde 1514 der Signore von Fermo, fiel jedoch im März 1520 im Alter von 23 Jahren in einer Schlacht gegen päpstliche Truppen bei Montegiorgio. Daraufhin kam die Stadt wieder unter direkte Kontrolle des Heiligen Stuhls. Papst Paul III. erklärte ihre Einwohner 1538 für Rebellen, und in seinem Auftrag plünderte Pier Luigi Farnese die Stadt und entzog ihr die Zuständigkeit der Gerichtsbarkeit für das zugehörige Gebiet. 1550 versöhnten sich die Bürger Fermos mit dem Heiligen Stuhl. Ab dieser Periode fungierte ein Verwandter des Papstes als Statthalter Fermos und der zugehörigen Delegation, ließ aber die Regierung meist durch einen Vize-Gouverneur ausüben. In den folgenden Jahrhunderten direkter päpstlicher Herrschaft revoltierten die Einwohner der Stadt nur einmal im Jahr 1648 infolge einer Hungersnot. 1797 drangen französische Truppen in Fermo ein, wurden aber zwei Jahre später vertrieben. 1808 kam es zum Napoleon Bonaparte unterstehenden Königreich Italien und wurde die Hauptstadt des Departements Tronto. 1814 gehörte Fermo kurzzeitig zum Machtbereich von Napoleons Schwager Joachim Murat und fiel im nächsten Jahr an Österreich, das die Stadt wieder dem Papst abtrat. Im Zuge des Risorgimento marschierten am 21. September 1860 italienische Truppen in Fermo ein, das nun an das Königreich Italien fiel.

## Sehenswürdigkeiten
In der mittelalterlichen Altstadt von Fermo befindet sich das Rathaus (1446) und der aus dem 16. Jahrhundert stammende Palazzo degli Studi. Auf einem Hügel steht der vom 13. bis zum 14. Jahrhundert errichtete romanisch-gotische Dom von Fermo, ein Neubau anstelle einer 1176 von den Truppen des Kaisers Friedrich Barbarossa zerstörten Kirche. Er beherbergt u. a. ein römisch-byzantinisches Fußbodenmosaik. Weitere religiöse Gebäude sind u. a. die Kirche San Zenone mit einem figürlichen Portal (1186) und die Kirche San Pietro (1251). Aus der römischen Zeit sind Überreste eines Theaters sowie aus großen rechteckigen Blöcken erbauter Verteidigungsanlagen der Kolonie latinischen Rechts erhalten. Erwähnenswert sind auch die zahlreichen zwischen 41 und 68 n. Chr. errichteten römischen Zisternen (Piscina epuratoria). Am Stadtrand von Fermo wurden Nekropolen der frühen Eisenzeit teilweise ausgegraben.

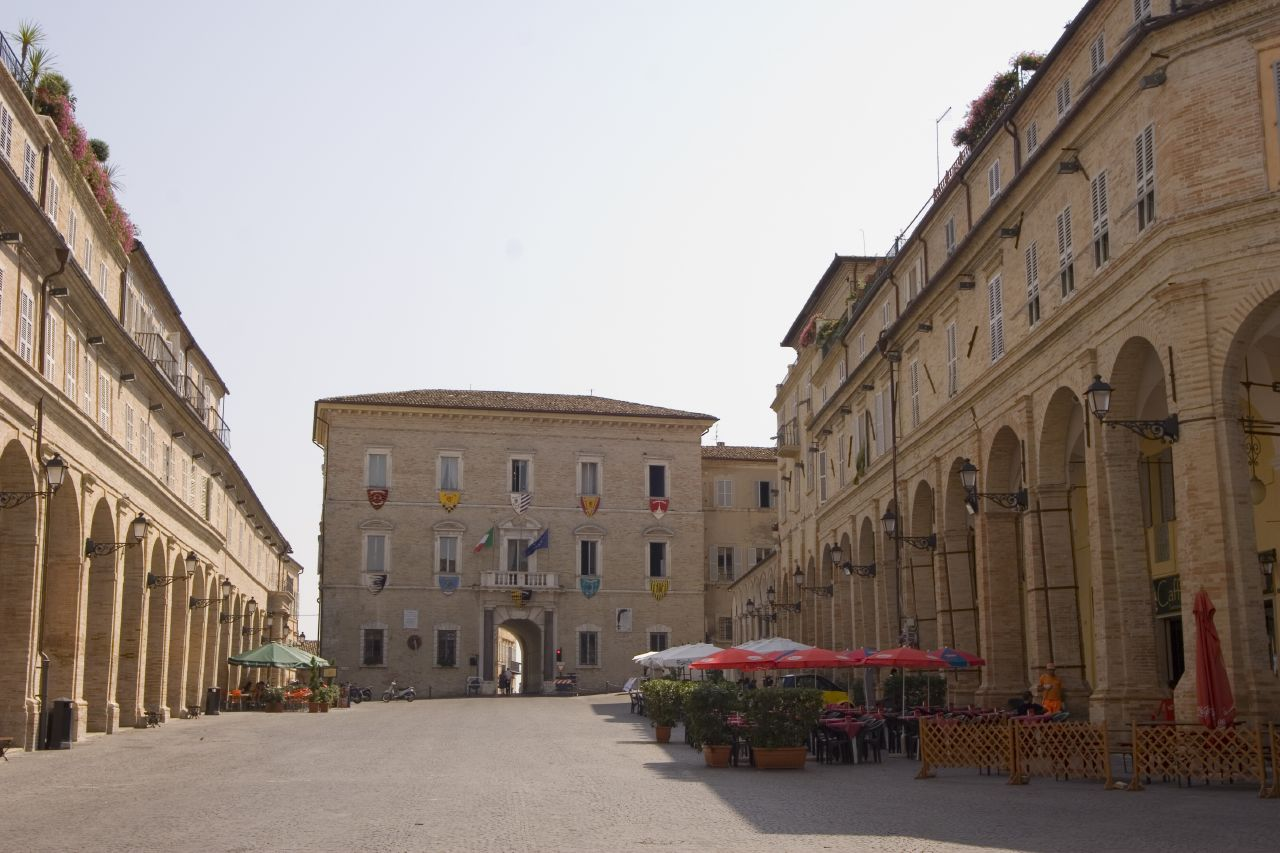
Piazza del Popolo
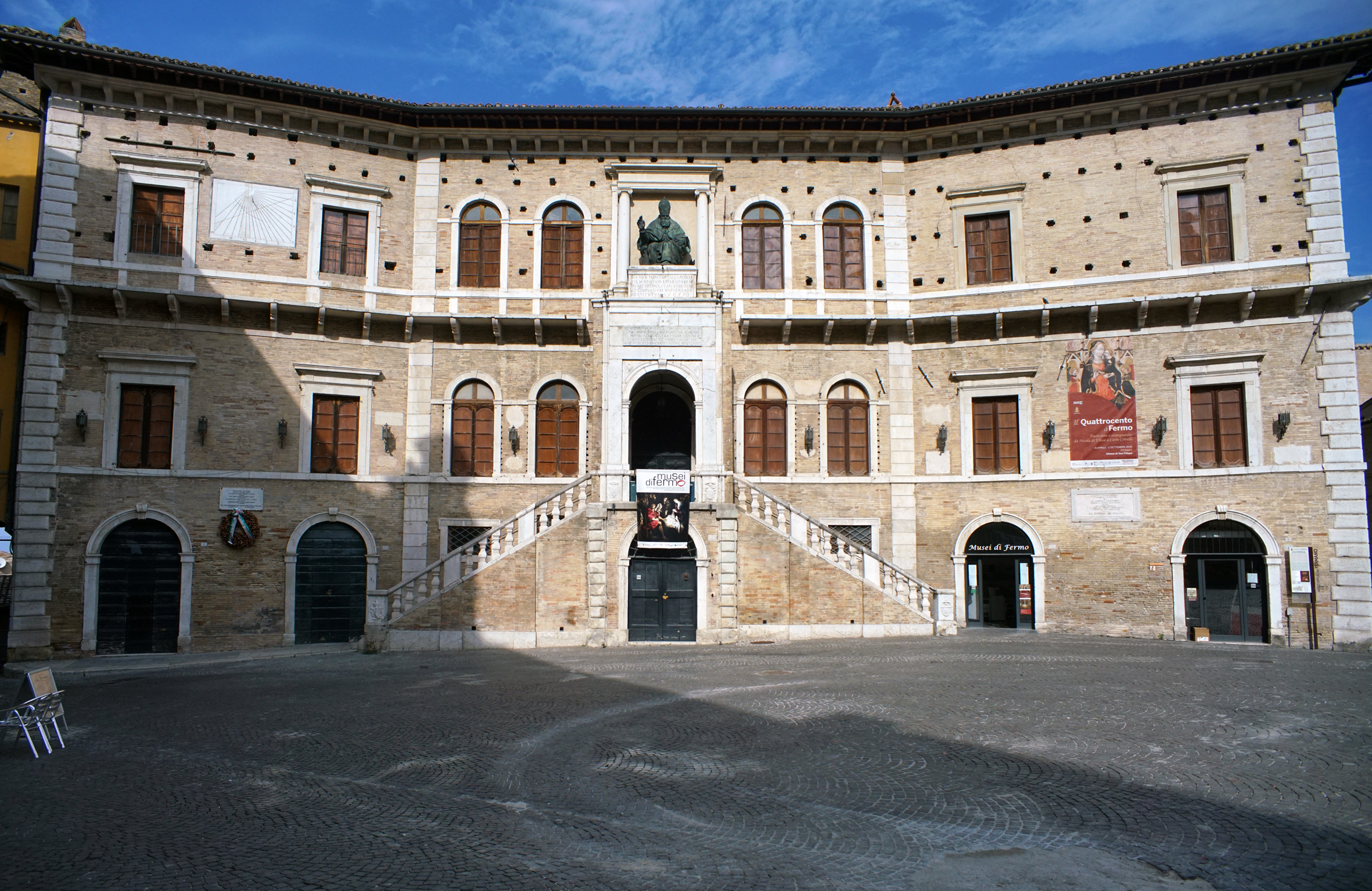
Palazzo dei Priori
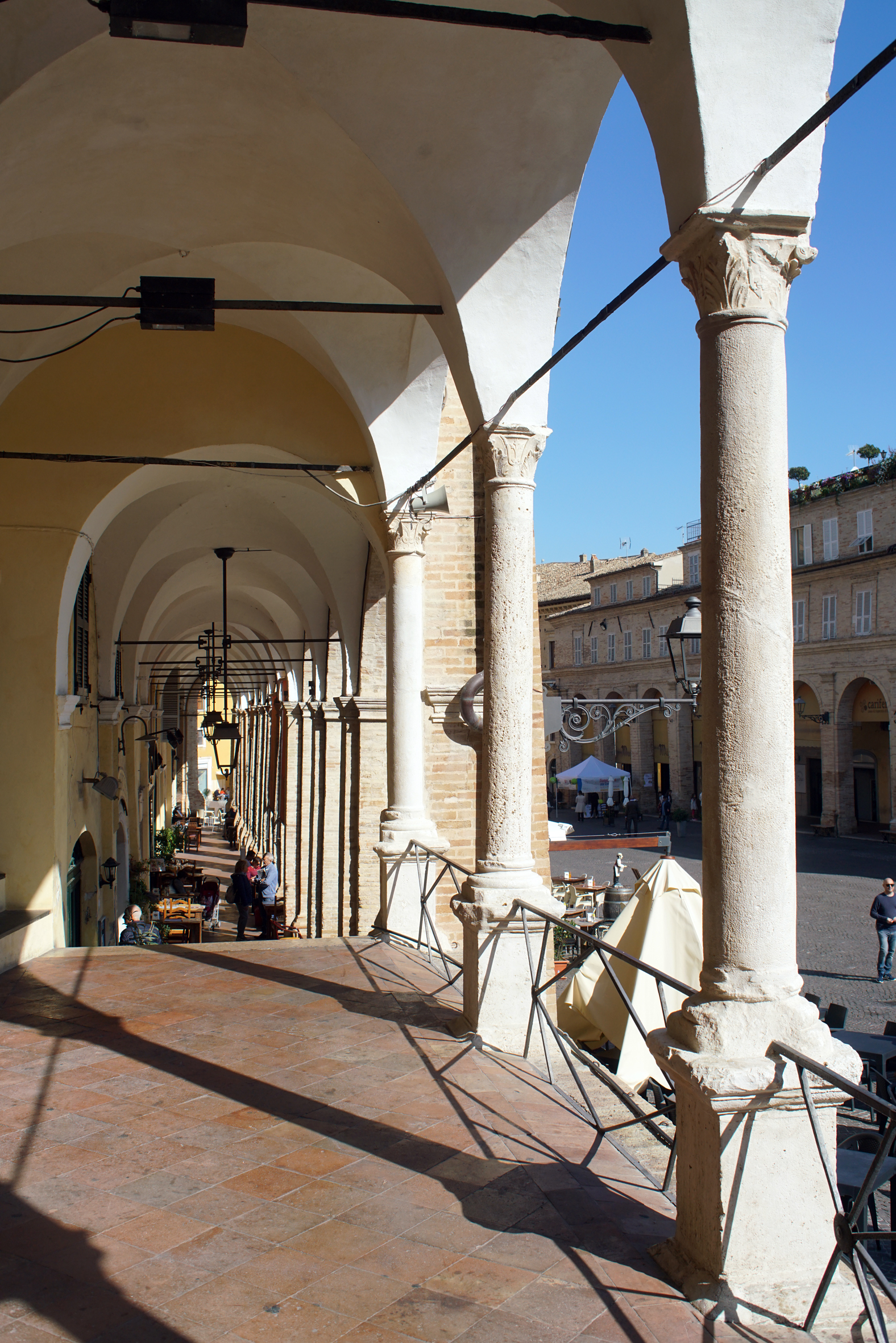
Loggia di San Rocco
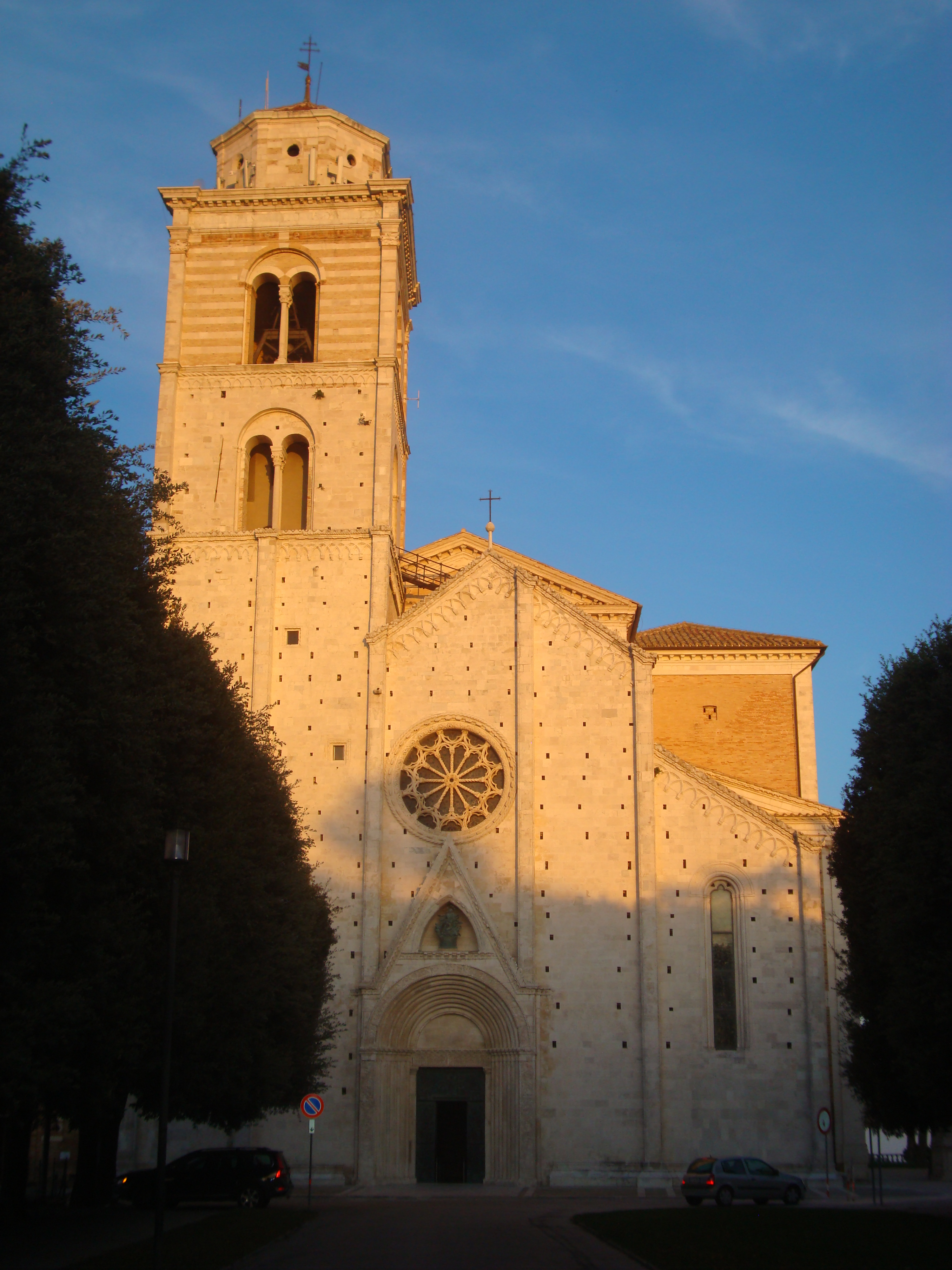
Der Dom von Fermo – La Cattedrale
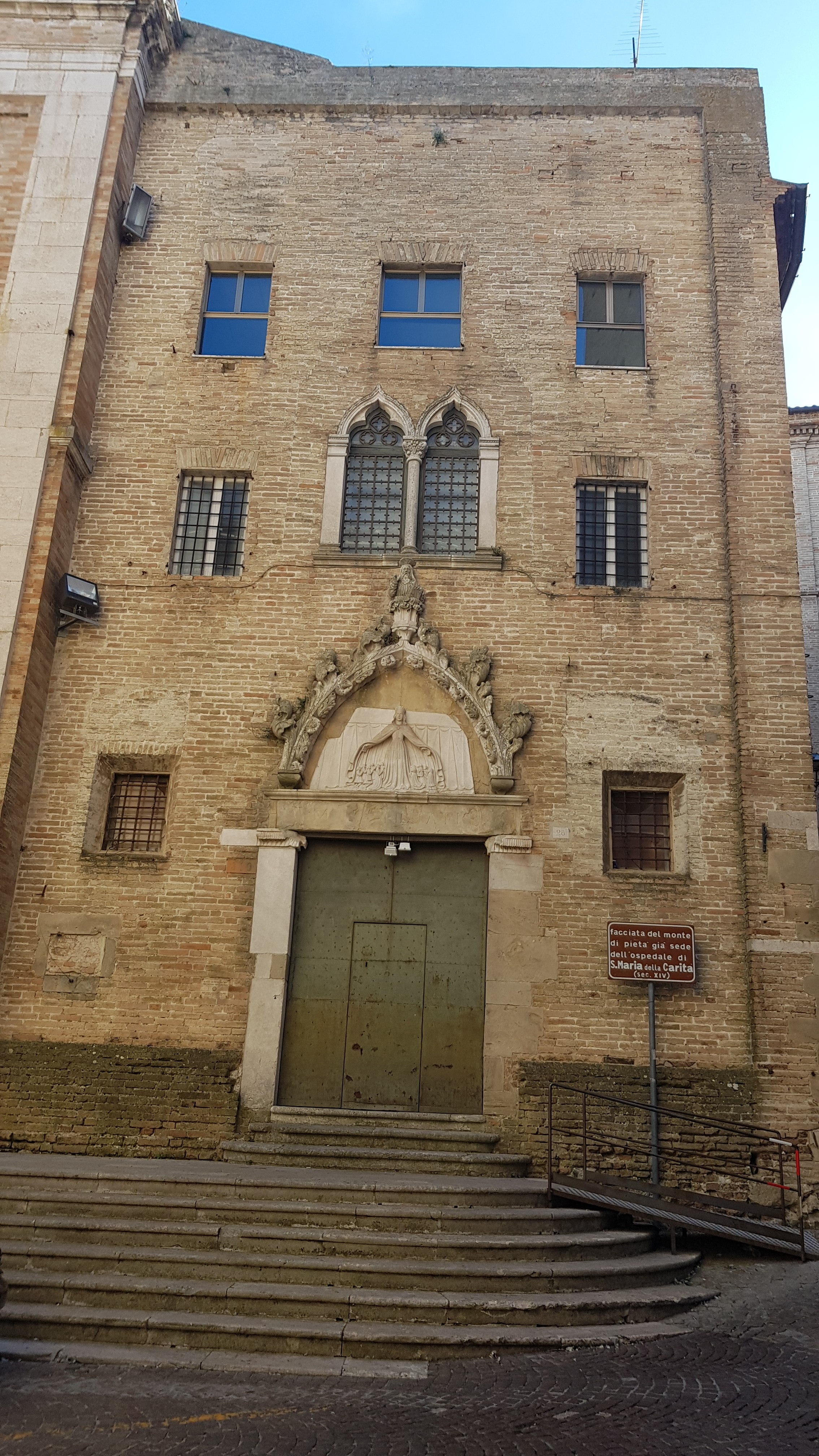
Monte di Pietà
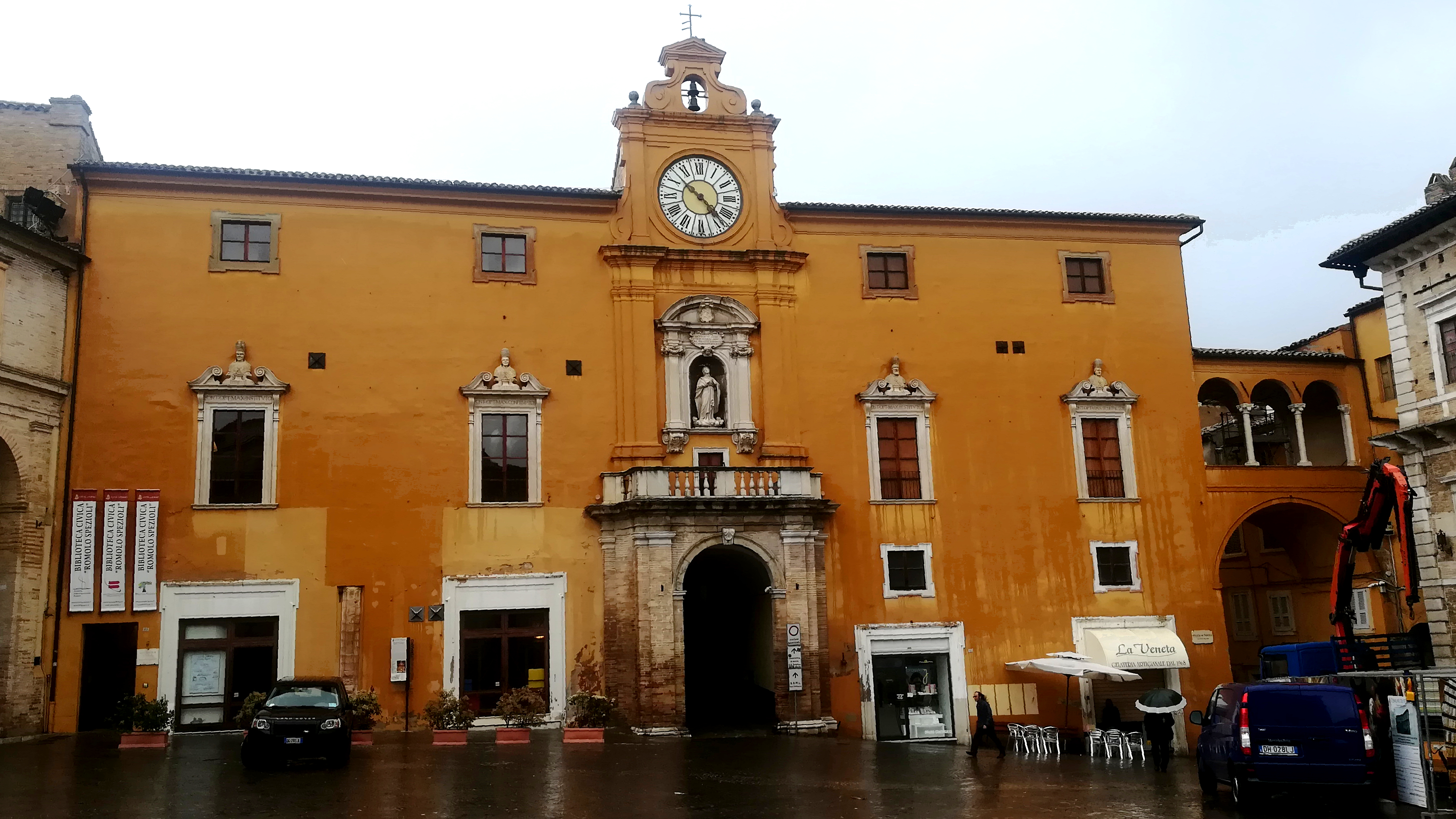
Die Stadtbibliothek – Biblioteca Civica „Romolo Spezioli“
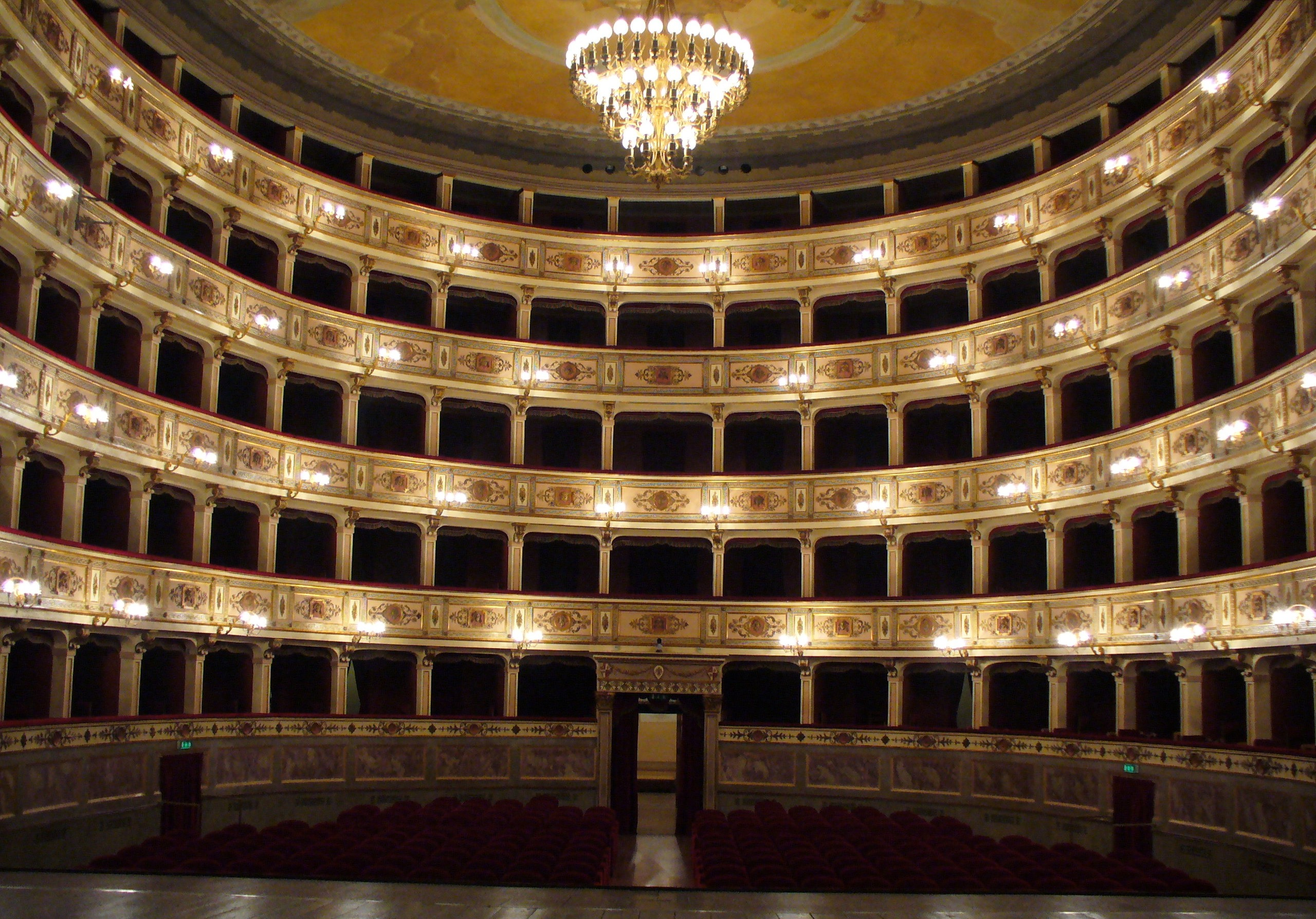
Teatro dell’Aquila
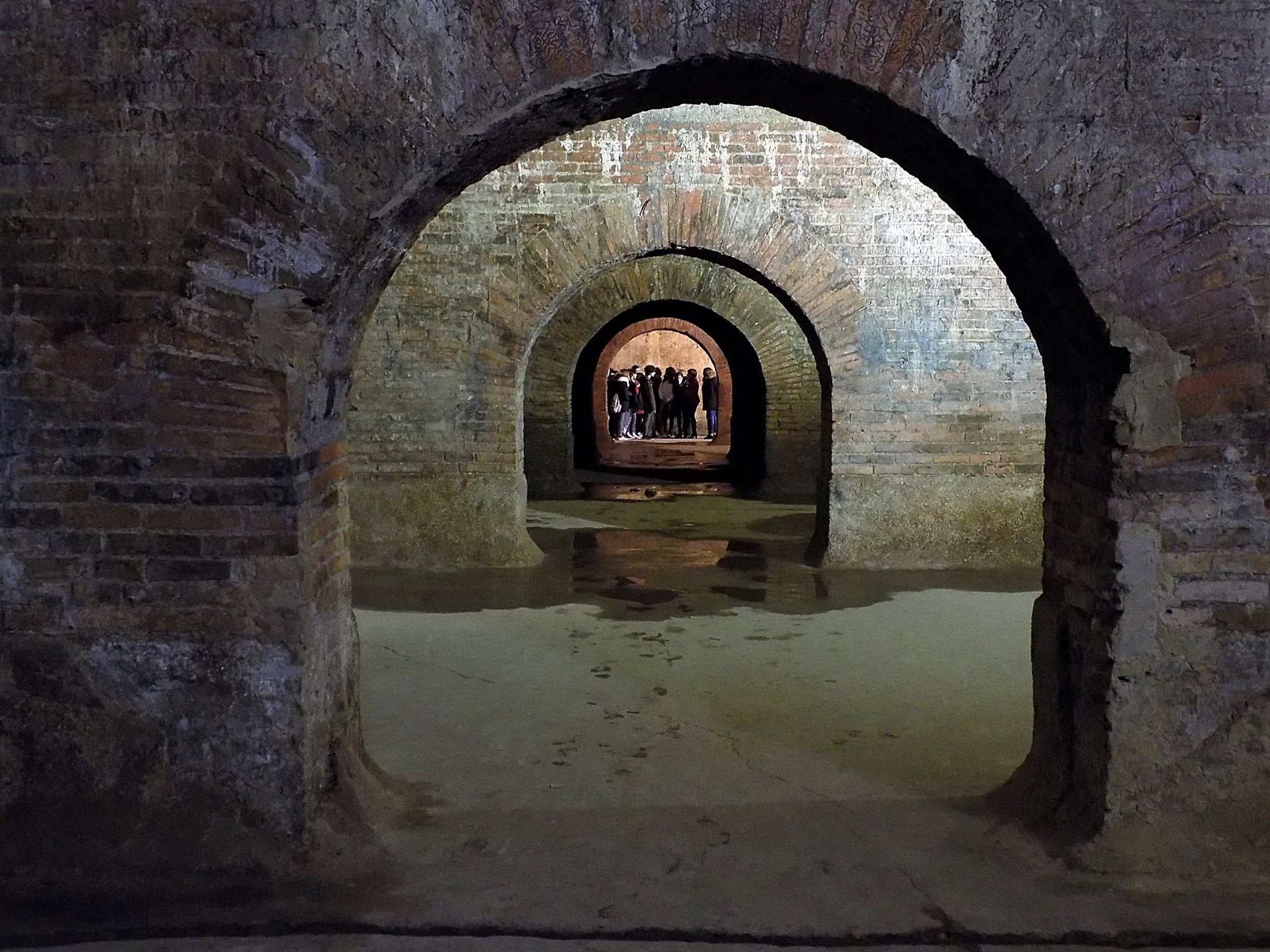
Römische Zisterne

## Meteorit
1996 schlug bei Fermo ein 10,2 Kilogramm schwerer Steinmeteorit ein und wurde als Typ H3-5 klassifiziert.

## Wirtschaft
In Fermo wird lebhafter Handel mit landwirtschaftlichen Produkten, u. a. Getreide, Gemüse, Obst und Zuckerrüben, getrieben. In der Stadt gibt es metallverarbeitende, Lebensmittel- und Baustoffindustrie, ferner die Herstellung von Schuhen. Fermo besitzt auch eine berühmte Bronzegießerei, die für die Produktion ihrer Glocken bekannt ist.

## Sport
In Fermo fand im August/September 2009 die Schach-Jugend-Europameisterschaft statt.

## Verkehr
Die Autostrada A14 verläuft etwa 10 km vom Stadtkern entfernt an der Adriaküste entlang.
Beim Ortsteil San Marco gibt es einen kleinen Flugplatz (Aviosuperficie del Fermano) für die Allgemeine Luftfahrt.

## Städtepartnerschaften
Es bestehen Städtepartnerschaften mit der Stadt Bahía Blanca in Argentinien und mit Ansbach in Deutschland.

## Persönlichkeiten

### Söhne und Töchter der Gemeinde
- Girolamo Matteucci (um 1544 – 1609), Bischof von Viterbo und Tuscania
- Decio Azzolini (1623–1689), Kardinalstaatssekretär
- Filippo de Monti (1625/26–1680), Bischof von Ascoli Piceno und von Teramo
- Romolo Spezioli (1642–1723), Arzt und Leibarzt berühmter Personen, wie Königin Christina von Schweden, Kardinal Decio Azzolini und Papst Alexander VIII.
- Teodorico Pedrini (1671–1746), Missionar, Cembalist und Komponist
- Natale Ricci (1677–1754), Maler des Hochbarock
- Tommaso Bernetti (1779–1852), Kardinalstaatssekretär
- Antonio Matteucci (1802–1866), Kurienkardinal
- Daniele di Bonaventura (* 1966), Jazzmusiker
- Clarissa Claretti (* 1980), Leichtathletin
- Hu (* 1994), Musikerin

### Im Ort lebten und wirkten
- Anton von Cavallar (um 1775–1831), altösterreichischer Diplomat und Hofbeamter